# Apoduvalius
Apoduvalius es un género de coleópteros adéfagos de la familia Carabidae. Se encuentra en Europa y el Cercano Oriente.

## Especies
Se reconocen las siguientes:
- Apoduvalius alberichae Español, 1971
- Apoduvalius anseriformis Salgado & Peláez, 2004
- Apoduvalius aphaenopsianus Español & E. Vives, 1983
- Apoduvalius asturiensis Salgado, 1991
- Apoduvalius champagnati Salgado, 1991
- Apoduvalius drescoi Jeannel, 1953
- Apoduvalius espanoli Salgado, 1996
- Apoduvalius franzi Jeannel, 1958
- Apoduvalius lecoqi Deuve, 1991
- Apoduvalius leonensis Salgado & Ortuño, 1998
- Apoduvalius naloni Salgado, 1993
- Apoduvalius negrei Jeannel, 1953
- Apoduvalius purroyi Salgado, 1987
- Apoduvalius salgadoi Carabajal, García & Rodríguez, 2001
- Apoduvalius serrae E. Vives, 1976